# ウォータールー地域
ウォータールー地域（ウォータールーちいき、英: Regional Municipality of Waterloo）は、カナダのオンタリオ州南西部に位置する地方行政区のひとつ。人口は587,165人（2021年）。

## 歴史
同地域の歴史は1783年に、英国政府がアメリカ独立戦争時に王党派を支えたイロコワ族に、彼らが失った土地（ニューヨーク）の補償として、グランド川渓谷（Grand River Valley）を与えたことに始まる。イロコワ族はグランド川の南部（現在のブラント郡）に入植し、現在のウォータールー地方の土地は英国王党派に売却された。
土地はペンシルベニア州から移ってきたメノナイト派のドイツ系農家に売られた。そして彼らはドイツ系の会社を設立し、土地を18,100 km²の広さを持つ128の農場と、12,000 km²の広さを持つ32の農場に配分した。1840年代には同地域のドイツ語系メノナイト派の存在が、ヨーロッパから入植するドイツ人にとって人気の入植地となった。これらのドイツ人は同地域の南部に独自のコミュニティを築き、ベルリン（現：キッチナー）という名の町ができた。この町は第一次世界大戦時に、反ドイツの風潮が広まったため、ホレイショ・ハーバート・キッチナーの名を取って「キッチナー」と改名された。
ウォータールー地方は20世紀初頭まで大部分がドイツ語圏であったため、今もドイツ系の文化・伝統を大規模なルーテル教会のコミュニティや毎年開催される祭り「キッチナー・ウォータールー・オクトーバーフェスト」を通して見ることができる。
キッチナー・ウォータールーの北部には今も昔から続くメノナイトのコミュニティがあり、セント・ジェイコブス（St. Jacobs）が特に有名である（ファーマーズ・マーケットなどでも知られる）。
1973年に、同地方は郡から地域（Regional Municipality）へと昇格し、15都市から7都市へと大きな再編が行われた。

## 主な都市
- キッチナー （Kitchener）
- ウォータールー （Waterloo）
- ケンブリッジ （Cambridge）
- ウーリッジ （Woolwich）
- ウィルモット （Wilmot）
- ウェレズリー （Wellesley）
- ノースダムフリース （North Dumfries）
- パンキードゥードゥルズコーナーズ（Punkeydoodles Corners）

## 経済
北米で2番目、カナダで最初となるトヨタ自動車の組み立て工場が1988年にケンブリッジにオープンしたことでも知られる。

## 教育

### 大学
- ウォータールー大学 （University of Waterloo）
- ウィルフリッド・ローリエ大学 （Wilfrid Laurier University）
- コネストガ・カレッジ （Conestoga College）

## 交通

### 市内交通
- グランド・リバー・トランジット（GRT、Grand River Transit）
- アイオン (LRT)（LRT路線）

### 市内外交通
- GOバス 25ウォータールー/ミシサガ、30キッチナー

### 空港
- ウォータールー地域国際空港 （Region of Waterloo International Airport、IATA：YKF、ICAO：CYKF）

2004年にノースウエスト航空がデトロイトへの定期便を飛ばしたことにより国際空港へと名称が変更された。スカイサービス航空もまたカリブ海の諸都市に運航している。モントランブラン・リゾートへの季節便もあり、ウエストジェット航空が2007年5月14日よりカルガリーに運航を開始する予定。